# Gefecht bei Frauenfeld
Das Gefecht bei Frauenfeld war eine militärische Auseinandersetzung während des Zweiten Koalitionskrieges (1799–1802). In ihr trafen am 25. Mai 1799 österreichische und französische Truppen aufeinander. Der Kampf endete am Abend mit einem Rückzug der Österreicher, doch am folgenden Tag zogen auch die Franzosen wieder ab.

## Vorgeschichte

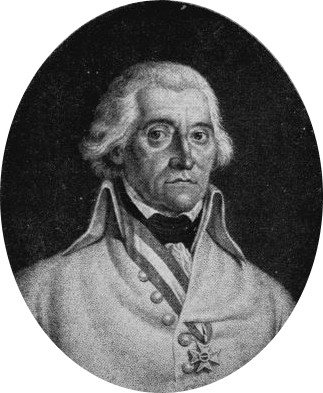
General Friedrich von Hotze

Die Alte Eidgenossenschaft war 1798 von Frankreich besetzt worden, das daraufhin dort die Helvetische Republik als Satellitenstaat installierte. Auf helvetischem Boden standen französische Truppen unter General André Masséna (1758–1817). In Süddeutschland kämpfte die französische Donauarmee. Nach den Niederlagen der Franzosen in den Schlachten bei Ostrach am 21. März 1799, Feldkirch am 22. und 23. März 1799 und Stockach am 25. März 1799, hatten die Franzosen die östliche Schweiz räumen müssen. Ihnen folgten zwei österreichische Heere unter Hotze (1739–1799) und Erzherzog Karl (1771–1847). Diese verfolgten die Absicht, ihre Truppen möglichst bald zu vereinen. Am 22. Mai 1799 erreichte die Vorhut der Armee des Erzherzogs die Stadt Frauenfeld, wo  am 24. Mai auch die Vorhut Hotzes eintraf.
Daraufhin versuchte Masséna, der bei Winterthur stand, die Vereinigung der österreichischen Hauptkräfte zu verhindern. Er befahl vier französischen und zwei helvetischen Bataillonen, einer Kompanie helvetischer Scharfschützen, fünf Eskadronen Husaren und Artillerie mit acht Kanonen unter General Oudinot (1767–1847) und dem Schweizer Augustin Keller (* 1754) den Angriff auf die Österreicher bei Frauenfeld. Als Reserve folgte General Soult (1769–1851) mit weiteren drei französischen und drei helvetischen Bataillonen.

## Schlachtverlauf

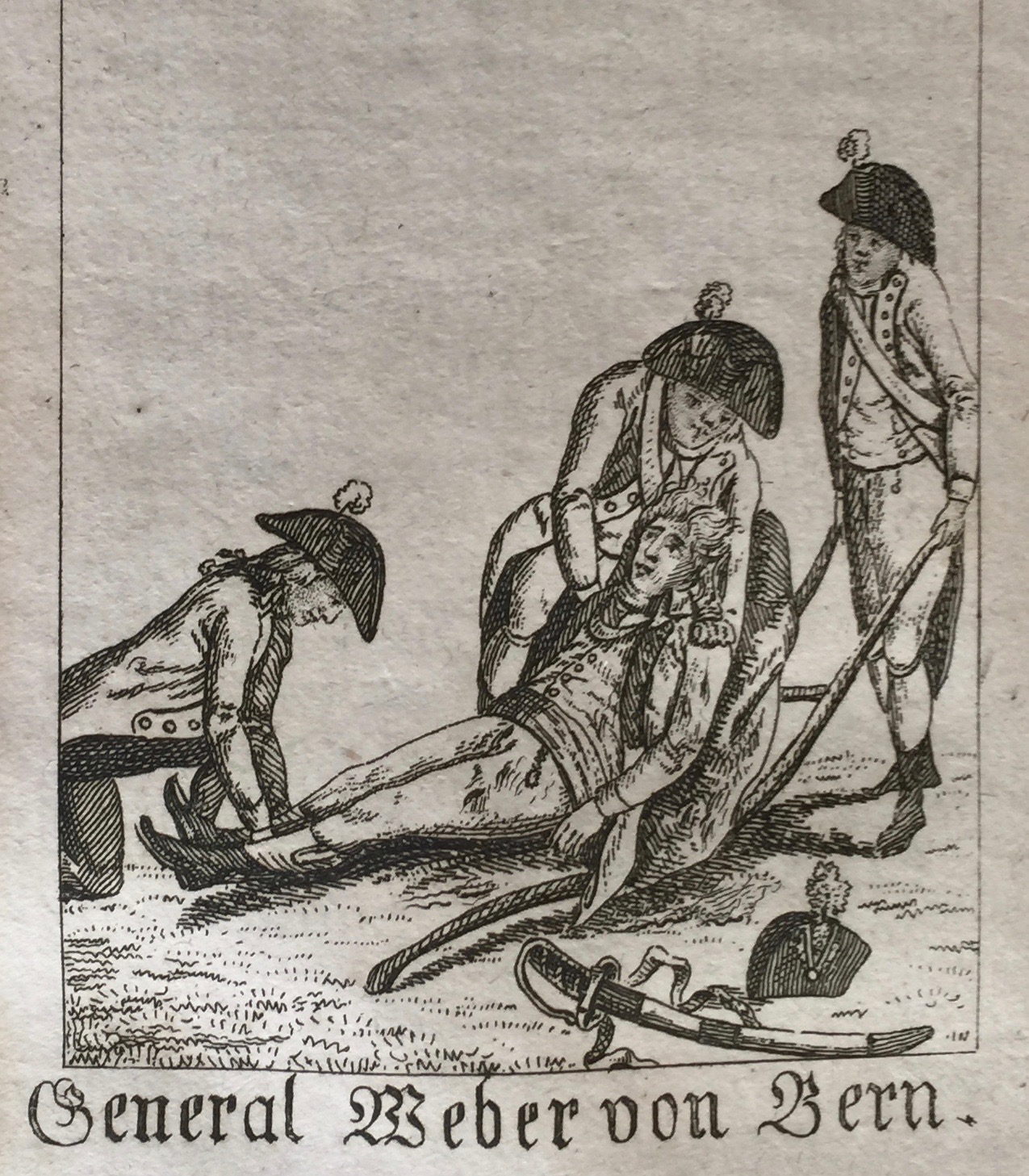
Tod General Webers

Am Morgen des 25. Mai 1799, gegen 5 Uhr, griff Oudinot die schwache österreichische Besatzung von Frauenfeld an. Diese wich langsam hinter die  Thur aus. Gegen 9 Uhr erschienen jedoch, aus Wil («Wyl») kommend, weitere Truppen der österreichischen Armee Hotze unter General Franz von Petrasch (1746–1820)  und bedrohten die Franzosen in deren linker Flanke und Rücken. Damit standen etwa 22.000 Österreicher ungefähr 14.000 Franzosen und Schweizern gegenüber. Die verlustreichen Kämpfe wogten ohne eindeutige Entscheidung bis in die Abendstunden. Auf französischer Seite fiel der erst am 24. Mai 1799 vom Direktorium der Helvetischen Republik ernannte Oberbefehlshaber der helvetischen Truppen, General Johann(es) Weber (1752–1799). Gegen 19 Uhr befahl Petrasch den Rückzug. Die Österreicher verloren in der Schlacht etwa 2.000 Mann, die Grossteils in Gefangenschaft geraten waren, und 2 Kanonen.
Während dieses Gefechtes griffen zwei weitere Kolonnen der Armee Massénas die österreichische Hauptarmee des Erzherzogs nahe dem 25 Kilometer entfernten Rorbas und dem 17 Kilometer entfernten Andelfingen an, um die Österreicher auch dort zurückzudrängen, was nicht gelang. Damit war Masséna gezwungen, sich am 26. Mai aus Frauenfeld in Richtung Zürich zurückzuziehen. 

### Verluste
Bodart nennt für das Treffen in Frauenfeld (mit Andelfingen) auf Seiten der Franzosen 230 Tote, 570 Verwundete und keine Vermissten (in Gefangenschaft Geratene) und auf Seiten der Österreicher 750 Tote, 1450 Verwundete und 3000 Vermisste (in Gefangenschaft Geratene) darunter allein 74 Offiziere.

## Folgen
Masséna war es nicht gelungen, die Vereinigung der beiden österreichischen Heere zu verhindern. Damit ging für die Franzosen dann auch wenige Tage später in der Ersten Schlacht um Zürich die Stadt Zürich verloren. Erst Ende September, in der Zweiten Schlacht von Zürich, gelang den Franzosen wieder ein Sieg, in dessen Folge sie weite Landesteile und auch die Stadt Frauenfeld zurückerobern konnten.

### Kritik an Masséna
Carl von Clausewitz bemängelte, dass Masséna nicht seine gesamten Truppen für einen Schlag gegen Hotzes Armee konzentriert hatte und stattdessen drei Kolonnen (und die Reserve unter Soult) getrennt voneinander operieren ließ. Nur deshalb wäre ihm ein größerer Erfolg bei Frauenfeld versagt geblieben.